# Jack Clayton
Jack Clayton (1 de março de 1921 – 26 de fevereiro de 1995) foi um diretor de filme britânico que se especializou em converter obras literárias para o cinema.
Ele nasceu em East Sussex, e começou a carreira como um ator jovem no filme de 1929 Dark Red Roses.
Serviu na Royal Air Force durante a Segunda Guerra Mundial.